# Elektorat (socjologia)
Elektorat – ogół osób posiadających prawo do głosowania. W zależności od ustroju politycznego elektorat stanowi pewną część populacji. W wyborach bezpośrednich jest to ogół osób posiadających czynne prawo wyborcze (prawo do udziału w głosowaniu).
Biorąc pod uwagę wybory osób mających sprawować władzę w danych państwach do początków XX wieku elektorat stanowili wyłącznie mężczyźni, natomiast w Stanach Zjednoczonych tylko biali mężczyźni.
W Polsce czynne prawo wyborcze przysługuje każdemu obywatelowi, który ukończył 18 lat i nie jest ubezwłasnowolniony lub skazany na karę pozbawienia praw publicznych lub praw wyborczych.
W wyborach pośrednich jest to ogół osób powołanych do dokonania wyboru na określone stanowisko lub powołania określonego organu. Termin „elektorat” używany jest też w odniesieniu do wyborców popierających określoną partię lub kandydata.